# 조선민주주의인민공화국의 정치범수용소
조선민주주의인민공화국 정치범수용소는 조선민주주의인민공화국의 정치범, 혹은 일반 시민을 수용하는 정치범수용소이다. 
조선민주주의인민공화국의 정치범수용소는 외부에 거의 알려져 있지 않다가 1990년대 이후부터 외부 세계에 조금씩 드러나기 시작했다. 
대한민국 정부가 파악한 바에 의하면, 2009년 기준 평안남도 개천시를 비롯한 6곳에 정치범 15만 4000여 명을 수용중인 것으로 추정되고 있다.. 
이들은 심각한 인권 탄압과 가혹한 환경으로 국제사회로부터 비난을 받고 있다.

## 역사
정치범수용소 설립 초기에는 사회안전성 안전과가 담당하였고, 개천교화소와 청진 수성교화소를 정치범 교화소로 개조하여 이곳에 별도로 수용한 것이 정치범 수용소의 출발이라 보면 될 것이다. 또한 초기에는 경비가 삼엄하지 않았고, 허락을 맡으면 외출도 가능했었다고 한다. 
하지만 탈출자가 속출하고 대규모 폭동이 일어나자 경비를 강화하여 오늘날의 정치범수용소가 되었다. 
처음에는 수용소가 10곳 정도 되었으나 5곳으로 통합 되었다.

## 혐의
상식적으로 정해진 혐의도 없다. 보통 우상화물 훼손, 지도자 비난, 탈북 시도 적발(단순 중국 방문이냐 이민 목적이냐에 따라서 또 다름), 종교인 접촉, 숙청 시 수용소에 수감되는 것으로 알려져 있다. 또한 북한은 연좌제가 있는 국가로 운이 더욱 나쁘면 당사자의 가족, 친척, 동료까지 함께 강제 수감되기도 한다. 범죄자도 있긴 하지만 범죄가 없어도 조선민주주의인민공화국 지도자가 마음대로 수감하는 경우 역시 많다.

## 현황
조선민주주의인민공화국 특유의 폐쇄성으로 이들의 실체는 국제사회에 알려진 바가 많지 않다. 
대부분의 모습이 탈출자 및 수감 전력자의 진술에 의해 추정되며, 현재에는 인공위성 등으로 존재가 확인되기도 한다.
북창관리소는 가족이 함께 살지만 개천수용소는 당사자 단독 수감되는 것으로 알려져 있다.
적법한 절차 없이 수감자들의 의견은 무조건 무시하고 소리소문 없이 끌고가 처참한 고문, 폭행, 공개처형, 영양실조 등 열악한 여건 속에서 강제 중노동에 시달린다.
수감자들에게는 일일 배급량 350g 미만, 염장배추 3줄기, 소금 1.5g이 배급되며, 1990년대 중후반 식량난 시기에는 하루 200g만이 배급되였다.
2009년 크리스마스에 김정일이 물러날 것과 정치범을 석방할 것을 요구하며 북한을 방문했다가 43일간 수감된 바 있는 로버트 박은 "수용소에는 25만 명 정도의 사람이 수감되어 있고, 2002년 이후 최소 100만 명 가량이 수용소에서 죽었을 것"이라고 진술한 바 있다. 
또 모 탈북자는 수용소 내에 가스실이 있었다고 진술하기도 했으며, 또 다른 탈북자는 의식주에 대한 보장이 완전히 끊긴 채 들판에 구덩이를 파고 생활을 하는데다, 먹을것을 구하기 위해 갯벌, 돌산을 헤매고 있으며, 굶거나 병에 걸려 죽어도 시신을 그냥 방치하여, 원시인이나 다름없는 생활을 하고 있어, 정말 비참하기 짝이 없다고 진술했다.
15호의 혁명화구역과 사회안전성 관할인 18호를 제외하면 일반적으로 모두 종신형으로 알려져 있다. 하지만 석방 가능 수용소 역시 교화소와 달리 본인의 형기를 알 수 없어 사실상 무작위로 운영되며, 수형 태도에 따라서 수용소 내에서도 완전통제구역으로 이송될 수 있다.
혁명화구역은 수용자들을 여전히 교화가 가능한 존재로 여기고 있어 우상화물을 설치하나 완전통제구역은 북한에서 흔하게 볼 수 있는 지도자 우상화물이 없다. 이는 종신 정치범 수용자들을 북한 사회에서 인간으로 취급하지 않겠다는 선언이며, 완전통제구역에서 간수로 복무하게 될 보위원의 교육시에도 이를 철저하게 세뇌시킨다.

## 강제노동
1975년부터 2002년까지 18호 정치범수용소에 수감되었던 탈북자 김혜숙의 증언 에 따르면 북창 관리소의 대부분은 탄광이고 거의 모든 수감자가 탄광에서 노역을 하고 있다. 28년간 북창 관리소에 수감 된 김 씨도 탄광에서 강제 노동에 시달리다 기관지병을 얻었다. 
또 철조망으로 사방이 막힌 북한 18호 관리소는 기강도 세고, 함부로 나갈 수도 없는 데다 탄광 사고로 숨지는 사례도 많은 것으로 알려졌다.
그녀는 빈번한 공개처형을 통해 수감자들의 공포심을 극대화시키고 무조건적인 복종을 강요하고 있는 수용소 내 통제 시스템을 고발했다.
'비둘기 고문', '펌프훈련 고문'(앉고서기 반복), '마구잡이 전신 고문' 등 수감자들이 인간이하의 삶을 살고 있음을 엿볼 수 있다.
철저히 통제돼 있어 죄인들은 탈출을 시도할 수조차 없으며 잡히면 공개처형에 처해질 수 있다고 한다.

## 목록
| 소재지          | 번호              | 수용자 규모 | 면적     | 비고 |
| 평안남도 개천시 | 14호 정치범수용소 | 15,000명    | 155 km2  | 종신 수용 |
| 함경남도 요덕군 | 15호 정치범수용소 | 50,000명    | 378 km2  | 일정 기간을 거쳐 심사 후 출소할 수 있는 ‘혁명화 구역’과 사망할 때까지 종신 수용되는 ‘완전통제구역’으로 분리 운영 |
| 함경북도 화성군 | 16호 정치범수용소 | 10,000명    | 549 km2  | 종신 수용 |
| 평안남도 북창군 | 18호 정치범수용소 | 50,000명    | 73 km2   | 유일하게 보위부가 아닌 사회안전부에서 관리, 혁명화 구역                                                          |
| 함경북도 회령시 | 22호 정치범수용소 | 50,000명    | 225 km2  | 종신 수용 → 폐쇄                                                                                                 |
| 함경북도 청진시 | 25호 정치범수용소 | 5,000명     | 0.25 km2 | 종신 수용 |

## 같이 보기
- 노동단련대
- 집결소
- 교양소
- 굴라크
- 나치 강제 수용소
- 신장 재교육 캠프
- 조선민주주의인민공화국의 인권